# La Neuville-Bosmont
 La Neuville-Bosmont  es una población y comuna francesa, situada en la región de Picardía, departamento de Aisne, en el distrito de Laon y cantón de Marle.

## Demografía
| 262 | 263 | 285 | 328 | 385 | 344 | 372 | 375 | 352 | 348 | 371 | 394 | 407 | 393 | 402 | 401 | 374 | 384 | 365 | 333 | 267 | 286 | 270 | 323 | 274 | 269 | 283 | 239 | 190 | 158 | 169 | 196 | 181 |
| Para los censos de 1962 a 1999 la población legal corresponde a la población sin duplicidades (Fuente: INSEE [Consultar]) |     |     |     |     |     |     |     |     |     |     |     |     |     |     |     |     |     |     |     |     |     |     |     |     |     |     |     |     |     |     |     |     |